# Homoerotismo

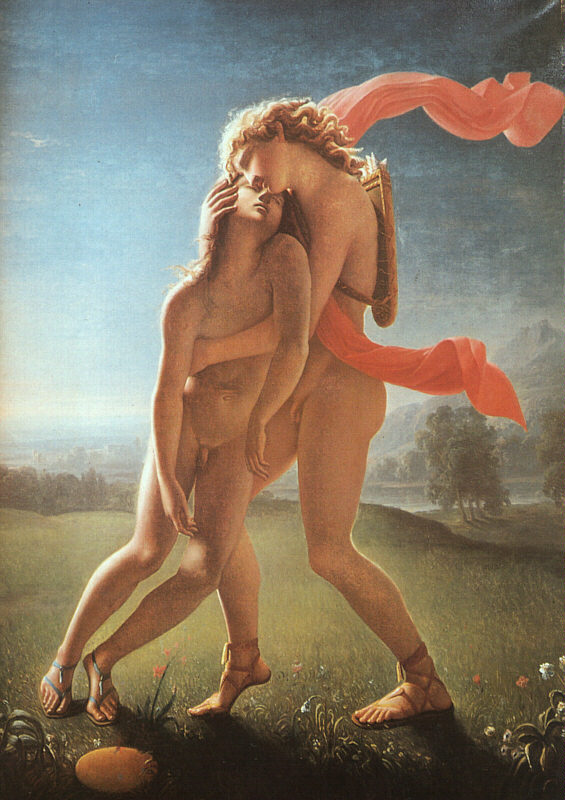
La muerte de Jacinto (1801), de Jean Broc.

El término homoerotismo hace referencia a la tendencia social caracterizada por la presencia de emociones eróticas o deseos sexuales que se centran en una persona del mismo sexo. Este concepto tiene una estrecha relación con el concepto homosexualidad, aunque puede diferir de este, ya que homoerotismo hace referencia a una forma del deseo sexual que se enfoca hacia personas del mismo sexo, mientras que el concepto homosexualidad hace referencia a una identidad sexual u orientación sexual cuya naturaleza implica la atracción sexual por personas del mismo sexo, asimilándose como una identidad del homoerotismo.
El homoerotismo se considera sobre todo una expresión artística de las artes visuales, la literatura y las artes escénicas, caracterizado por la representación del deseo emocional de naturaleza homosexual, frecuentemente evocando escenas sensuales, eróticas o de prácticas sexuales gais que involucran técnicas como el desnudo, la representación gráfica de la relación sexual y la explotación del sexo.

## Descripción y clasificación
Homoerotismo es la presencia de deseos eróticos hacia personas del mismo sexo, lo que involucra una estrecha relación con la naturaleza sexual de la homosexualidad, sin embargo, homosexualidad hace referencia a una identidad social en la que están presentes diversas expresiones del homoerotismo, ubicándose como un concepto de mayor extensión. Se le denomina homoerótico a algo que contiene rasgos apreciables del homoerotismo, pudiendo expresarse en la interacción de las variantes binarias tradicionales de género (masculino-masculino y femenino-femenino). El homoerotismo se centra principalmente a la naturaleza emocional del deseo entre personas del mismo sexo o hacia personas del mismo sexo, enfocándose a retratar aspectos estéticos que se relacionan con este, tales como el amor, la sensualidad y el comportamiento sexual humano.
Se define entonces como homoerotismo a cualquier manifestación cultural que expresa el amor sensual entre personas del mismo sexo. Esta manifestación es generalmente explícita, mas no pornográfica. Es difícil trazar una frontera inequívoca entre erotismo y pornografía, ya que siempre existirán diversas interpretaciones y criterios; sin embargo al hablar de homoerotismo nos basamos en la parte emocional asociada al erotismo, que busca despertar el deseo sexual y a la vez convierte una descripción explícita en algo romántico, muchas veces profundizando más en los sentimientos que en los detalles específicos del acto.
En el campo de la psicología tradicional, se le denomina homoerotismo a los fuertes y persistentes deseos libidinales que experimenta una persona hacia otras personas de su mismo sexo. Este tipo de deseos homoeróticos pueden ser completamente aceptados y directamente expresados en comportamiento homosexual como homogenitalidad; pueden ser sublimados y gradualmente aceptados como homosexualidad; o pueden ser simplemente rechazados en una etapa de represión del deseo. En las teorías freudianas se ubica al homoerotismo como determinante en el desarrollo psicosexual de los individuos, independientemente de su orientación sexual o identidad de género.

## Arte homoerótico
Arte homoerótico es toda aquella expresión artística, normalmente creado por y para la comunidad homosexual, que retrata la sexualidad homosexual o hace una clara referencia a esta. Los temas de este tipo de arte van desde la sensualidad del desnudo hasta las relaciones psico-afectivas y eróticas entre personas del mismo sexo. Este género artístico tiene uno de sus fundamentos en las culturas ancestrales; dichas culturas dedicaron parte de sus expresiones artísticas al culto fálico, como promotor de la fecundidad, pero también como símbolo de la virilidad y de la transmisión de la fuerza entre los guerreros de un clan o tribu. Ha habido también otras manifestaciones de este tipo de arte, en las distintas sociedades a lo largo de la historia.

### Literatura
La literatura homoerótica tiene bases históricas reconocibles en la literatura producida en el arte de la Antigua Grecia, el cual contiene referencias explícitas a este tipo de imaginería sobre las nociones tradicionales del amor griego y la naturalidad sexual de los personajes de la mitología. Un ejemplo notable de esta sociedad acostumbrada al homoerotismo involucra el modelo social efebofílico de la paiderasteia como un propulsor social, militar y político de una persona joven, por parte de una persona adulta. La pederasteia y el deseo sexual entre personas del mismo sexo fue un tema habitual en la sociedad clásica en Grecia, siendo abordado en los diálogos platónicos Symposium y Phaedrus. Jenofonte aborda el homoerotismo de Platón en forma de burlesque a partir de una crítica ingeniosa, todo como parte de los diálogos socráticos del Symposium. Aristófanes incluye breves referencias sobre el homoerotismo y el cross-dressing en su obra Thesmophoriazusae, de manera similar, Plutarco incluye breves referencias del homoerotismo en su obra Erothikos.
En el periodo clásico del Imperio Romano, Suetonio realiza la narración biográfica de los doce primeros césares romanos en De vita Caesarum, los cuales participaban en actividades homosexuales. La literatura erótica en Grecia y Roma se aprecia principalmente en los escritos de Estratón de Sardes, Safo de Lesbos, Automedón, Filodemo de Gadara, Marcus Argentarius, Petronio, Gayo Valerio Catulo, Propercio, Tibulo, Ovidio, Marco Valerio Marcial, Décimo Junio Juvenal y Priapeos. Petronio incluye un escenario homoerótico en el El Satiricón, Safo de Lesbos se caracterizó por una lírica enfocada al homoerotismo femenino; otros autores como Ovidio, presentaban breves referencias del homoerotismo mitológico de Grecia en obras como Metamorphoses.
En el periodo medieval se suprime el homoerotismo en el arte debido a la criminalización política de la homosexualidad y sus expresiones como la sodomía. La efebofilia y la pederastía en expresión de amor hacia muchachos son recurrentes en la cultura musulmana posterior a la caída del Imperio Romano, plasmado en obras literarias como El collar de la paloma (siglo XI) de Ibn Hazm y El prado de las gacelas (siglo XIV) de Muhammad al-Nawaji bin Hasan bin Ali bin Othman. Notables relatos homoeróticos son identificados en las obras de Abu Nuwas como La delicia de los corazones. La literatura sobre la filosofía LGBT en India, aparece entre los siglos XVI y XIV como un tentativa filosófica y política que explicaba la naturaleza de la homosexualidad, la bisexualidad y el transgénero, tales como el código legal Smriti-ratnavali y la crítica Yaia-mangala. En Japón aparecen novelas antiguas como Genji Monogatari (源氏物語) y Kojiki (古事記), los cuales contienen breves referencias sobre el homoerotismo y el transgénero.
En siglos posteriores aparecen novelas de enfoque erótico durante los siglo XVII y XVIII. En el siglo XVIII aparece la literatura altamente erótica o literatura pornográfica con obras que incluían el homoerotismo como Sodom, or the Quintessence of Debauchery (1684) de John Wilmot, Fanny Hill (1748) de John Cleland y la obra Los 120 días de Sodoma (1785) del marqués de Sade. La compilación de poemas eróticos  Les Chansons de Bilitis (1894) de Pierre Louÿs es altamente representativa en el arte homoerótico contemporáneo, debido a que son poemas que copian el estilo lírico de Safo de Lesbos, un antiguo ícono del homoerotismo clásico. En el siglo XIX se registraron diversas obras homoeróticas en el periodo victoriano, cuya moral predominó en la publicación controlada y clandestina de material erótico. Algunas obras homoeróticas del siglo XIX incluyen: Lesbia Brandon (1859-1868) de Algernon Charles Swinburne, The Sins of the Cities of the Plain (1881) y Teleny, or The Reverse of the Medal (1893).
En el modernismo anglosajón aparecen diversos autores que retrataron la realidad de la sexualidad homosexual en literatura de divulgación masiva. Algunas obras incluyen: Claudine à l'école (1900), de Colette; Gestern und Heute, de Christa Winsloe, y The Well of Loneliness (1928), de Radclyffe Hall. Algunos autores de la poesía modernista homoerótica enfocada al lesbianismo fueron Katherine Bradley y Virginia Woolf.
En el siglo XX se establece una nueva moral que aniquilaba la moral victoriana de recato y modestia, lo que permitió la divulgación masiva de la literatura erótica. A finales del siglo XIX aparece un formato popular de publicación conocido como dime novels, formato que incluía historias sobre hombres hipermasculinos que se ubicaban en un contexto relacionado con el Wild West. Este formato evolucionó en la literatura pulp enfocada a la ficción de explotación enfocándose a presentar historias lascivas de gusto popular que involucraban el sexo explícito y la violencia. El Spicy & Saucy fue una temática recurrente del pulp que involucraba un escenario sexual de sexo explícito, violación y BDSM.

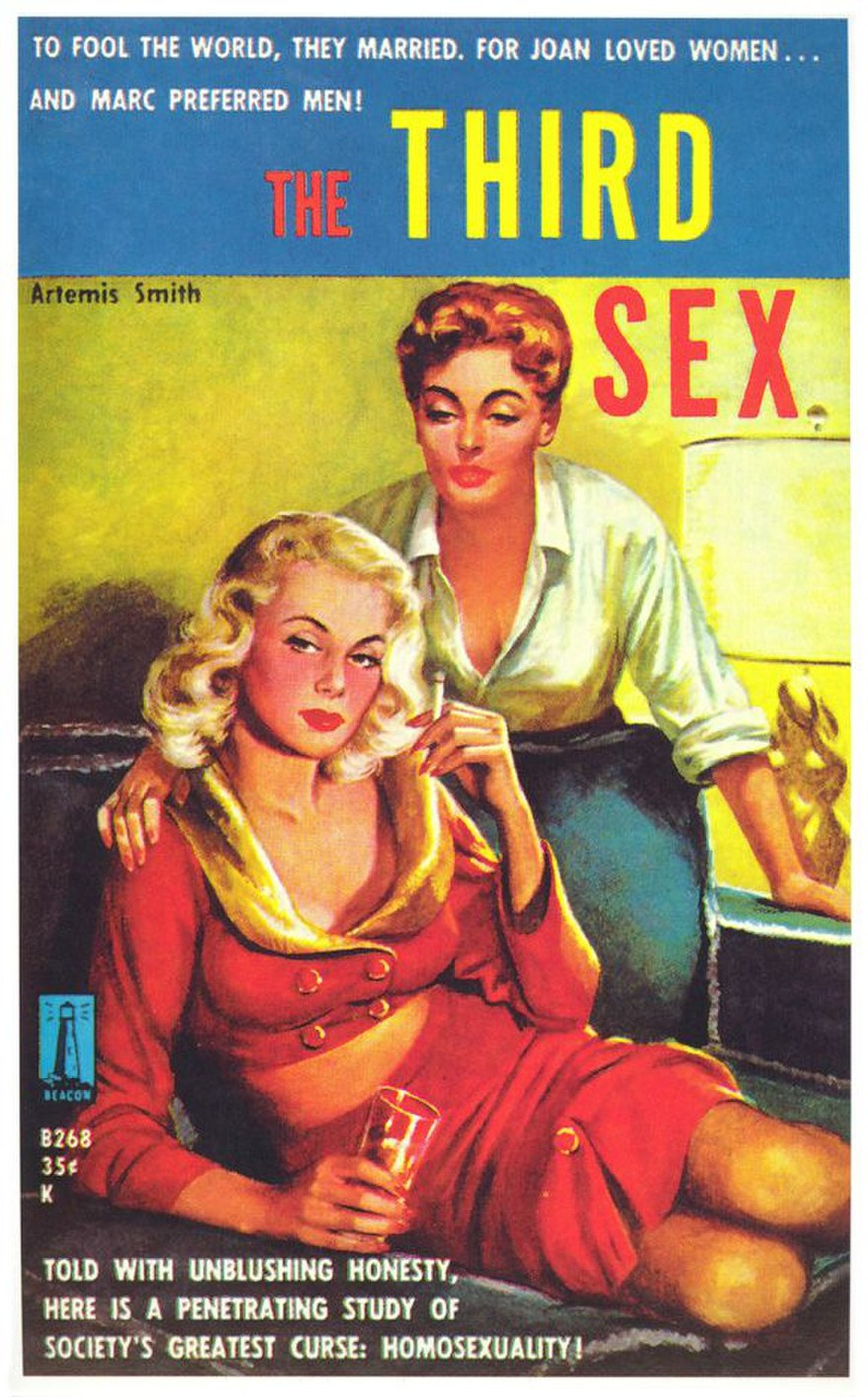
Portada de The Third Sex [El tercer sexo] (1959), de Artemis Smith, seudónimo de Annselm Morpurgo.

El pulp erótico de enfoque enteramente homosexual surge en los últimos años de la década de los 40's, pero alcanza gran popularidad en la segunda mitad de los años 1950 hasta el final de la literatura pulp en la década de los 70's. En la literatura pulp gay eran frecuentes las presentaciones de personajes masculinos fornidos envueltos en situaciones altamente sexuales, incluyendo un argumento romántico sobre un amor bloqueado por la sociedad heteronormativa. El arte que presentaba la literatura pulp gay incluía hombres semidesnudos fornidos en las portadas, diseñados a partir del arte hipermasculinista (estética artística que proveía a las figuras masculinas de somatotipos mesomorfos y de hipergonadismo). Algunos escritores de pulp reconocidos fueron Victor J. Banis, Chris Davidson y Carl Corley. La literatura pulp lésbica es uno de los enfoques binarios de la literatura pulp homosexual que obtuvo gran popularidad entre los años de 1950 y los años 1960, caracterizada por la frecuente insinuación erótica de los personajes femeninos homosexuales que eran introducidos en la historia. Al igual que la literatura pulp gay, frecuentemente se relacionaba con otros géneros del pulp, pero solía tener un carácter romántico o sexual definido por la heteronormatividad, el amor imposible, etc. El pulp lésbico construyó un estilo en el feminismo lésbico, ofreciendo a los consumidores la posibilidad de adquirir material erótico dentro de la sociedad heteronormativa anterior a los Disturbios de Stonewall. La literatura pulp lésbica frecuentemente presentaba personajes femeninos butch con atributos comunes como la belleza y la rudeza dentro de escenarios altamente sexuales. Algunas escritoras de pulp lésbico fueron: Marijane Meaker, Marion Zimmer Bradley y Ann Bannon.
La Era Dorada del superhéroe en el cómic permitió la introducción de personajes hipermasculinos que sugerían la existencia de un deseo homoerótico, donde el caso más reconocido, fueron las teorías que decían que Batman y Robin vivían en una constante fantasía homosexual. Estas teorías llevaron a la censura del cómic de fantasía y propiciaron el surgimiento de cómics que retrataban personas en situaciones reales como los cómics de la editorial Archie Comics. El carácter erótico del cómic se encuentra totalmente adornado del arte que acompaña a la historia escrita, siendo frecuentemente arte pin-up como en los cómics Sheena, Queen of the Jungle (1937) y Barbarella (1962) de Jean-Claude Forest. La publicación de los primeros cómics gay fue por parte de Tom of Finland en Dinamarca en 1967, cuyo estilo se caracterizó por la hipermasculinidad corporal. Bill Ward, también realizaba dibujos explícitos de hombres con características sexuales exageradas en diferentes contextos eróticos. En décadas siguientes, alrededor de los años 1970, aparecen subgéneros de manga enfocados a la representación erótica de relaciones entre personas del mismo sexo, denominados como yaoi, para el homoerotismo masculino, y yuri, para el homoerotismo femenino.
En la literatura gay moderna se encuentra representada por notables novelas como: Sally Bowles (1937) de Christopher Isherwood, Querelle de Brest (1946) de Jean Genet, Forbidden Colors (禁色, Kinjiki) (1951) de Yukio Mishima, Giovanni's Room (1956) de James Baldwin, A Boy's Own Story (1982) de Edmund White y The Lost Language of Cranes (1986) de David Leavitt. En países de habla hispana la literatura homoerótica cobra gran popularidad con escritores como Manuel Mujica Lainez, Boris Izaguirre, Cristina Peri Rossi, Manuel Puig, José Donoso y Susana Guzner.

### Pintura

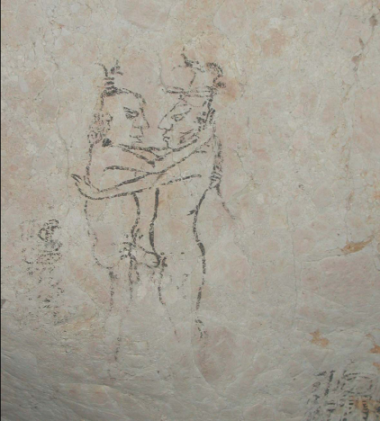
Pintura homoerótica de la cultura maya, en Naj Tunich.

El homoerotismo en la pintura del arte prehistórico nace como una expresión representativa de la homosexualidad recurrente en una población, únicamente para registrar el comportamiento homosexual que se apreciaba. Existen diversos registros arqueológicos que incluyen grabados y pinturas descriptivas (pintura rupestre, petroglifos y pintura cerámica) que reflejan el conocimiento de las sociedades sobre el comportamiento homosexual, aunque este tipo de pintura está sujeta a diversas interpretaciones y se desconoce si su significado en verdad se relaciona con la homosexualidad.
El homoerotismo, en la historia del arte, comienza a tomar relevancia en la apreciación moderna del arte del periodo clásico. En este tipo de expresiones se encuentra principalmente en la pintura sobre arte cerámico y los frescos sobre la superficie de las paredes de diversos centros sociales. En los baños suburbanos de Pompeya se encuentra una serie de 16 imágenes eróticas que contienen escenas referentes al sexo heterosexual, el sexo masculino-masculino, el sexo femenino-femenino y diversas formas de sexo grupal. La pintura homoerótica sobre cerámica pertenece a la cultura griega y regularmente consiste, según los vestigios conservados en la actualidad, en imágenes eróticas de hombres teniendo relaciones sexuales con otros hombres en forma de sexo anal, y en ocasiones como sexo grupal. El desnudo en el arte Clásico se debe a la prevalencia de la filosofía antropocentrista que colocaba a la excelencia natural y la belleza como atributos del cuerpo humano. El desnudo era habitual en las representaciones artísticas, siendo el desnudo considerado como un tipo de excelencia sobre la feminidad y la masculinidad; en el desnudo femenino se percibían atributos como la fertilidad y la belleza, mientras que el desnudo masculino evocaba atributos como la fuerza física y la virilidad.
Dentro del arte romano, el homoerotismo, se plasmaba en el arte cerámico y los frescos, tales como unos pequeños detalles de hombres practicando sexo anal en La Tumba de los Toros en Tarquinia. El arte cerámico homoerótico también era frecuente, apreciado principalmente como la expresión de la sexualidad masculino-masculino. Dichas pinturas en cerámica corresponden a la técnica particular de la cerámica etrusca que data del siglo IV a. C.
En la Europa Medieval, el arte erótico fue completamente suprimido debido a la constante intervención moral de las leyes eclesiásticas. El arte homoerótico no existió como tal, aunque prevaleció un sentido antropocéntrico en el Renacimiento que permitió una homoerotización sutil de la pintura y la escultura, retomando los valores del desnudo griego y romano. Este nuevo sentido estético de arte homosexual se ve ampliamente retomado por artistas como Leonardo da Vinci y Michelangelo Buonarroti. En el siglo XVI surge un nuevo sentido estético en la representación de mujeres desnudas conviviendo en un mismo escenario, lo que frecuentemente resultaba homoerótico, apreciado en las obras de François Clouet. Portrait présumé de Gabrielle d'Estrées et de sa soeur la duchesse de Villars (1594), una de las obras homoeróticas renacentistas más significativas, es atribuida como creación de Clouet. La efebofilia homosexual masculina en Persia medieval, además de en la literatura, también fue ampliamente apreciada en la pintura y los grabados de la época en los que se apreciaba escenas de coqueteo, sexo oral y sexo anal entre un hombre adulto y un adolescente masculino. El shunga popular de carácter homoerótico se dedicaba a mostrar parejas del mismo sexo sosteniendo relaciones sexuales, normalmente implicando en sexo efebofílico masculino-masculino con bishōnen o identidades transgénero, y el sexo femenino-femenino con el apoyo de diversos implementos o juguetes sexuales.

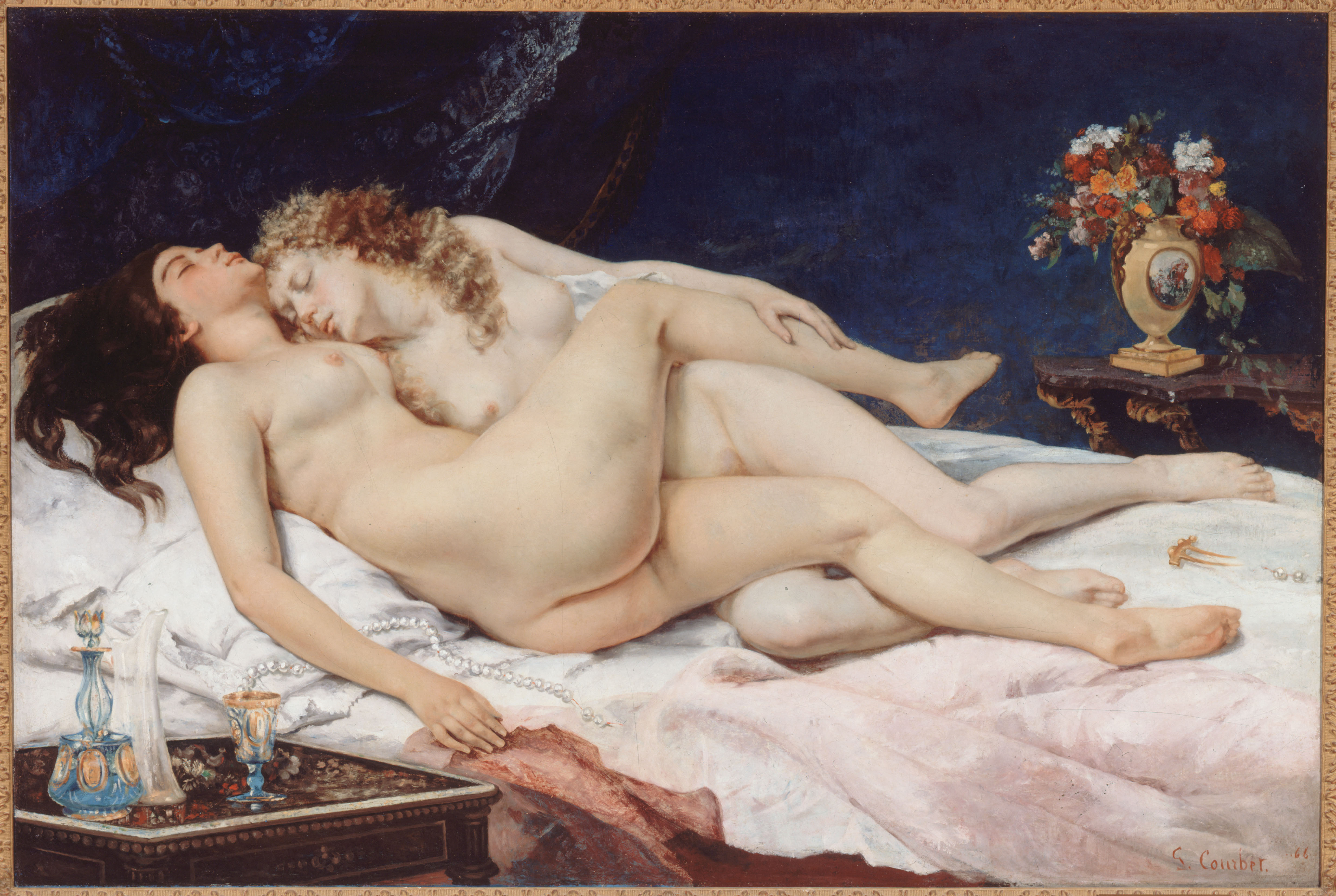
Las Durmientes, de Gustave Courbet (1866).

El sutil erotismo del Rococó en el siglo XVIII es ampliamente reconocido en las obras de François Boucher, siendo el homoerotismo parte de obras como Jupiter et Calisto (1744) y Pan y Siringa (1759). En el Romanticismo resurge el homoerotismo de carácter épico que retomaba las escenas familiares o filiales referentes a la mitología griega, en ocasiones resultando como altamente homoerótico. Algunos de los artistas dedicados al rescate de estas escenas fueron Frederic Leighton, Jean Broc, Antoine-Felix Boisselier, Gustave Courbet, Luis Ricardo Falero, William-Adolphe Bouguereau y Maxmilián Pirner.
En las corrientes de arte contemporáneas del modernismo y el vanguardismo, el homoerotismo femenino-femenino y masculino-masculino es mucho más habitual que en corrientes artísticas anteriores, debido a diversos aspectos morales relacionados con la revolución sexual. Los primeros movimientos homófilos permitieron la difusión del arte creado por personas LGBT como parte de la naciente identidad de la comunidad LGBT. Algunos artistas modernos dedicados al homoerotismo femenino son: Gerda Wegener, Henri de Toulouse-Lautrec, Frida Kahlo, Gustav Klimt, Egon Schiele. Respecto al homoerotismo masculino se encuentra artistas como: Thomas Eakins, Eugène Jansson, Charles Demuth, John Singer Sargent, Henry Scott Tuke, Magnus Enckell o Hernan Bas.

#### Galería

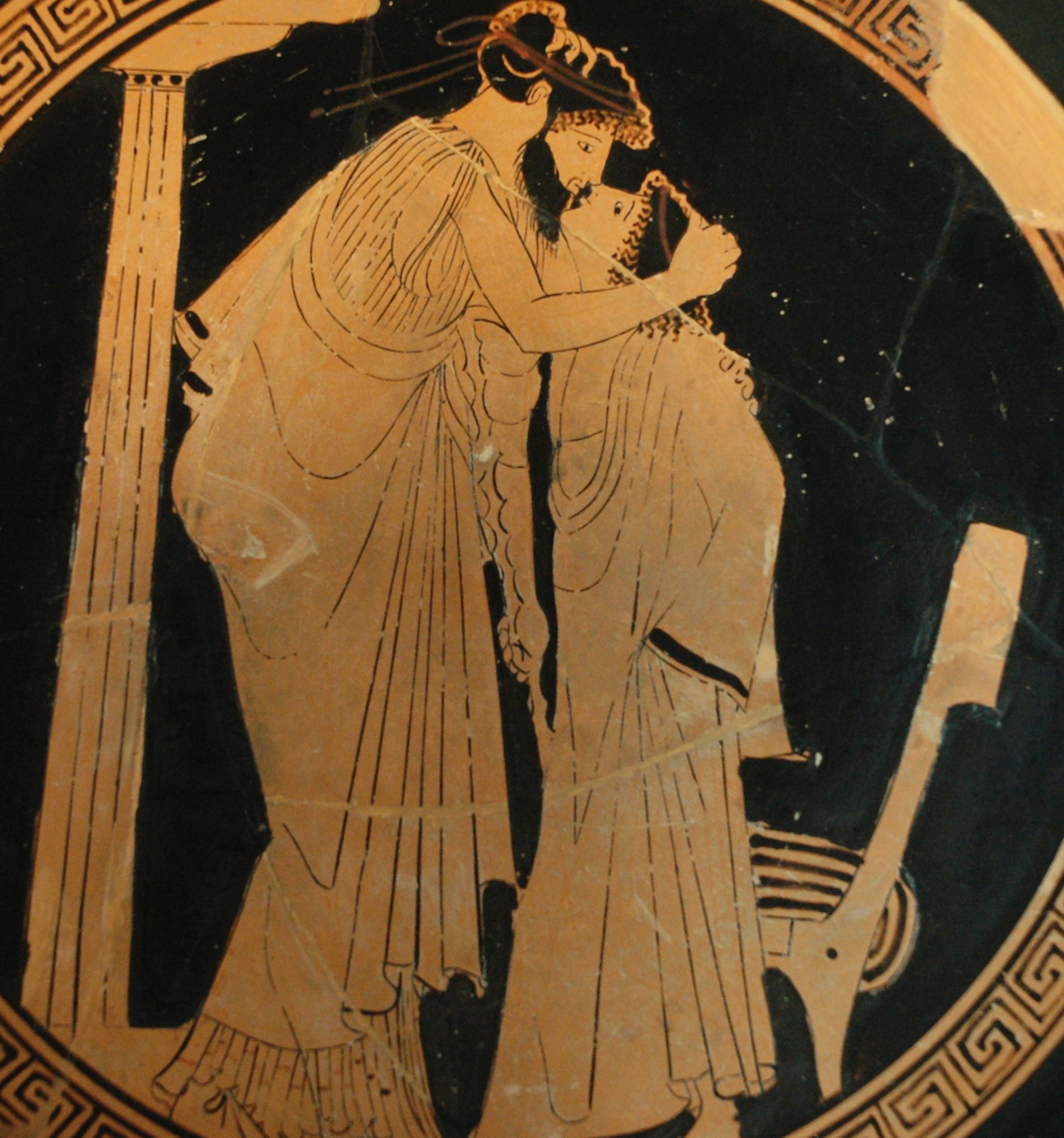
Beso entre erastés y erómeno (Siglo V a.C.).
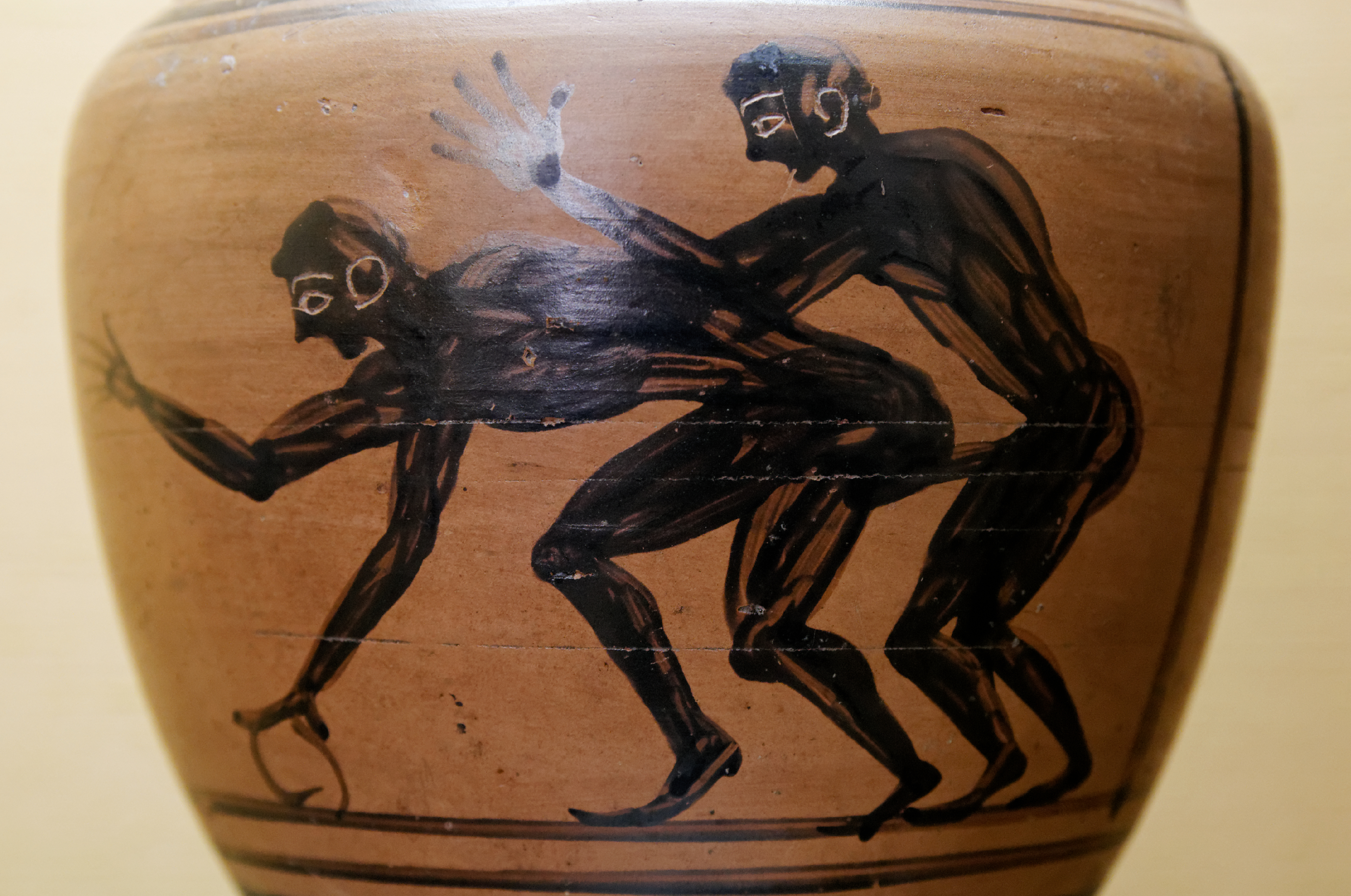
Detalle de una cerámica etrusca (Siglo IV a.C.).
Portrait présumé de Gabrielle d'Estrées et de sa soeur la duchesse de Villars (1594).
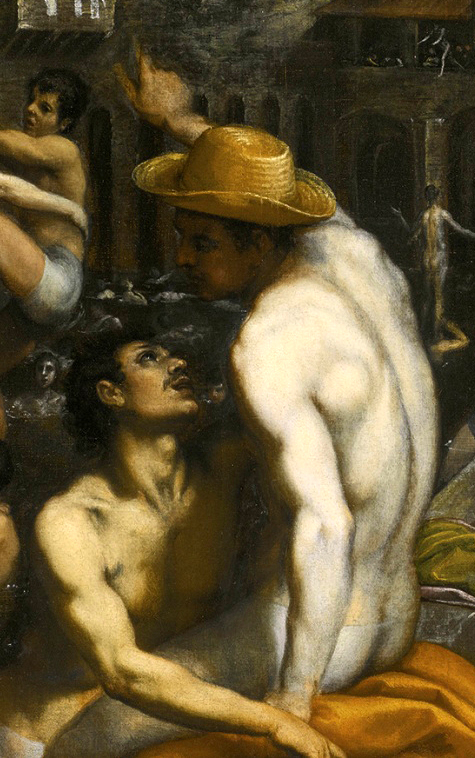
Due Uomini Bagnanti al San Nicolò de Domenico Cresti (Siglo XVII).
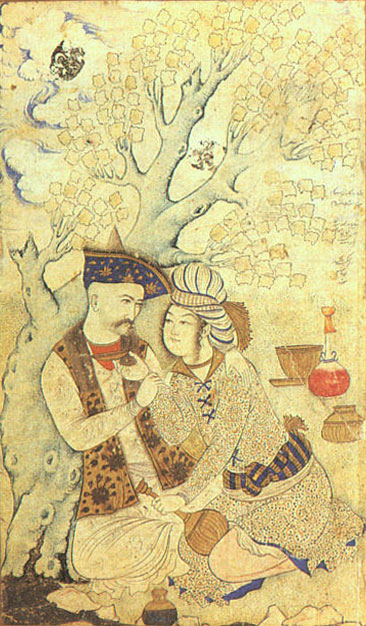
Shah Abbas anciano y paje de Muhammad Qasim (1627).
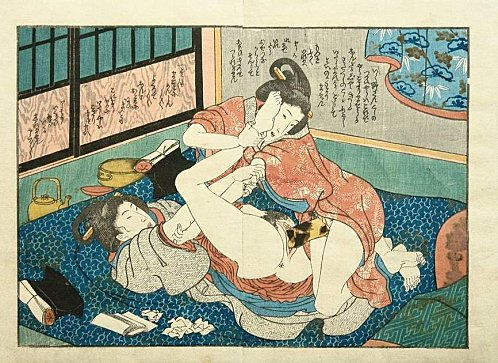
Detalle un shunga homoerótico (c. 1840).
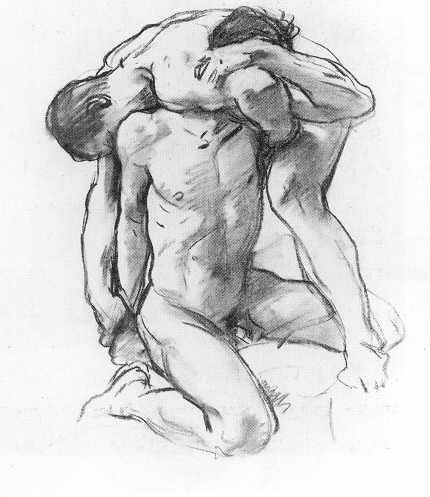
Male Nudes Wrestling de John Singer Sargent (c. 1880).
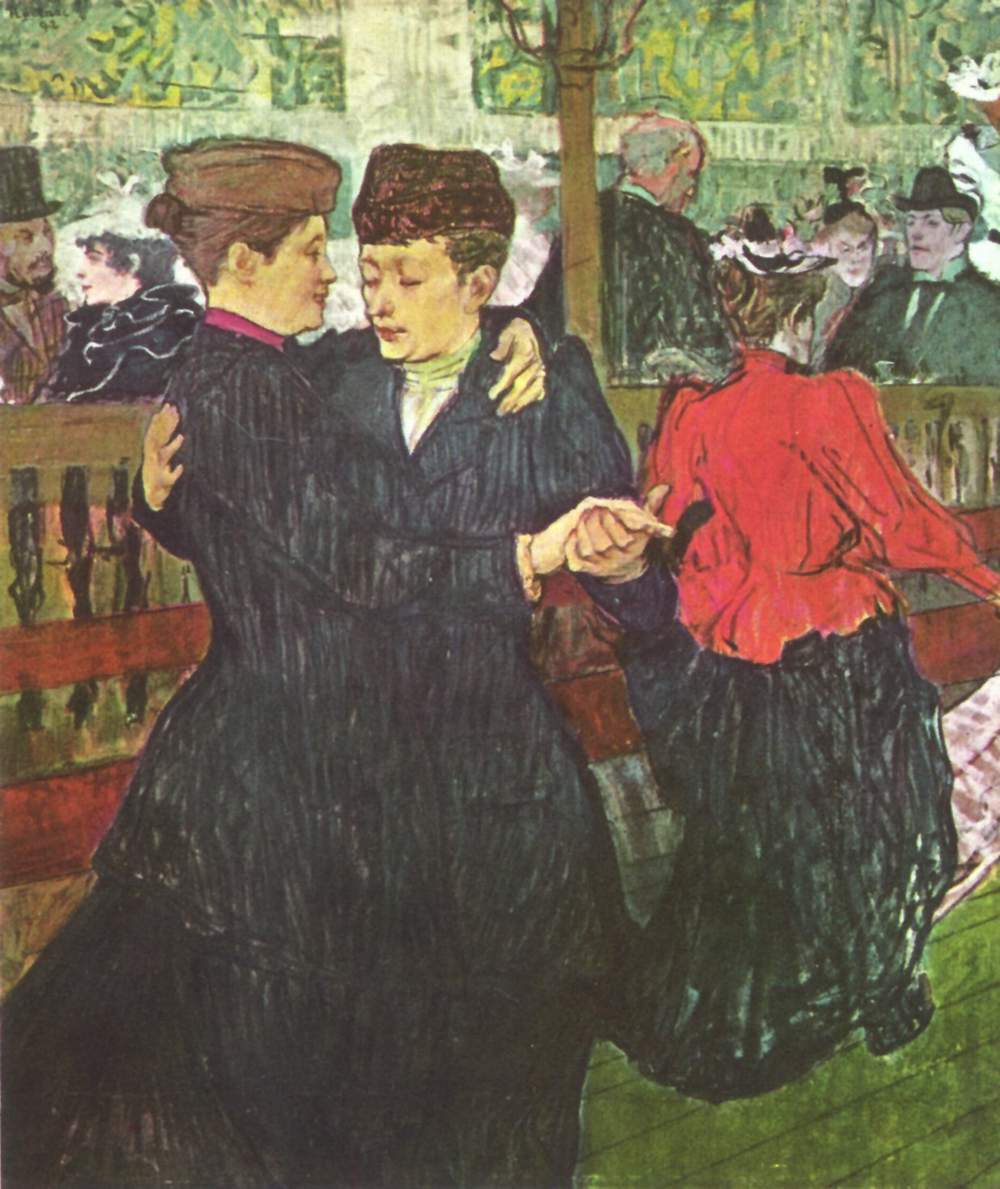
Deux femmes dansant au Moulin-Rouge de Henri de Toulouse-Lautrec (1892).
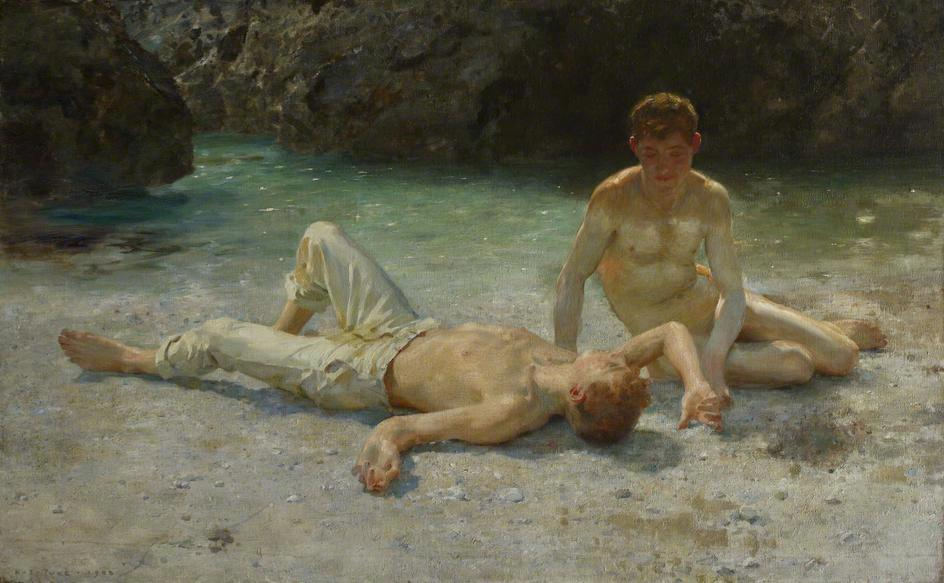
Noonday Heat de Henry Scott Tuke (1902).
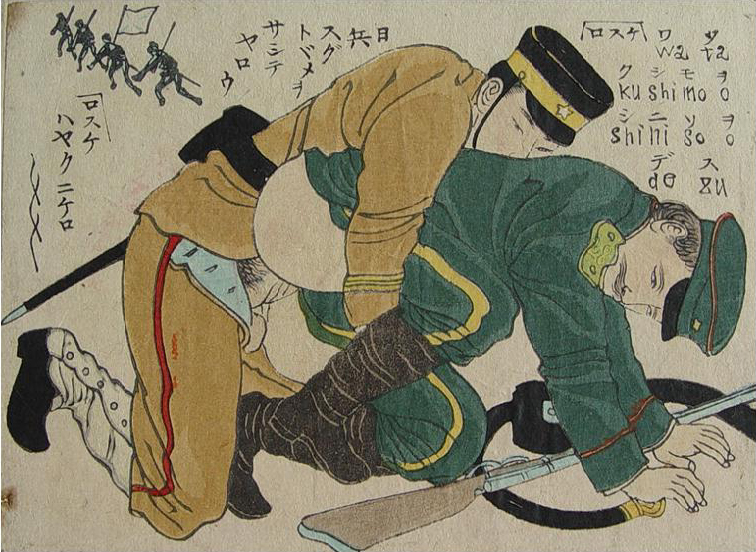
Shunga de la Guerra ruso-japonesa.

### Fotografía

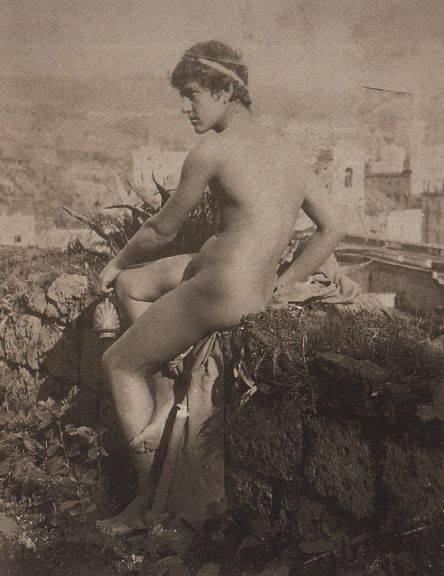
Fotografía de Wilhelm von Plüschow (c. 1895).

La fotografía homoerótica no tiene una intención pornográfica, aunque puede recurrir a técnicas como el desnudo, se enfoca únicamente a retratar a una, o varias, figuras femeninas o masculinas en un escenario estético. Este escenario es caracterizado por un ambiente de glamour que pretende mostrar a la figura de una manera ilusiva o romántica, y no como sexualmente estimulante. La fotografía homoerótica no tiene la intención primordial de generar excitación en el observador de la obra. La mayoría de las obras fotográficas del homoerotismo pretenden retratar la belleza y la admiración hacia del cuerpo humano, por lo que incluyen posiciones sexualmente sugerentes que enfaticen el erotismo.
En las últimas décadas del siglo XIX, la fotografía homoerótica (principalmente masculina) se ve representada por artistas como: Félix-Jacques Antoine Moulin, Gaudenzio Marconi, Napoleon Sarony, Jean Louis Marie Eugène Durieu, Ludwig_Pietsch, Wilhelm Von Gloeden, Thomas Eakins y Wilhelm von Plüschow. Posteriormente, James Bidgood y Arthur Tress, en la década de 1960, alejaron la fotografía de lo documental para acercarla al surrealismo. Alvin Baltrop, David Hockney, Will McBride, Robert Mapplethorpe, Pierre et Gilles, Bernard Faucon, Anthony Goicolea, Jack Pierson o Anthony Gayton, desde muy diferentes presupuestos estéticos, también han cultivado el género. Mapplethorpe y McBride fueron los artistas que rompieron las barreras de la censura en las grandes galerías de arte y comenzaron a divulgar su arte de manera normalizada. Slava Mogutin se ha especializado en imágenes impulsivamente eróticas de jóvenes. Fue famoso el modelo Vicenzo Galdi.

#### Galería

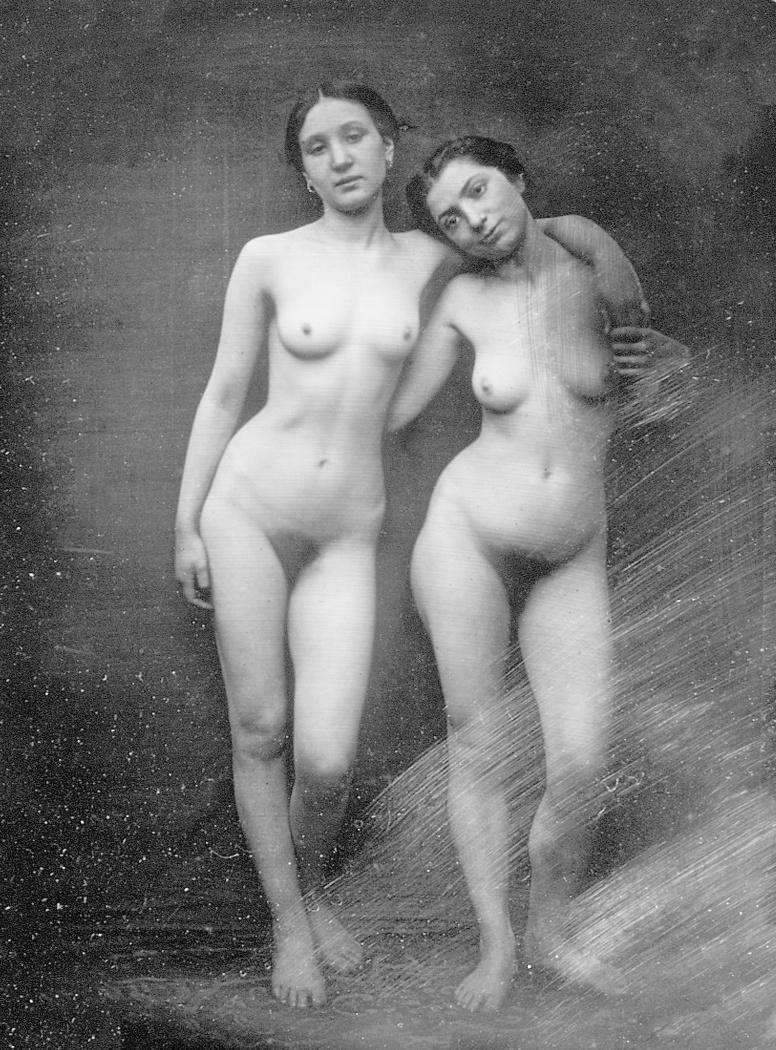
Fotografía de Félix-Jacques Antoine Moulin (c. 1850)
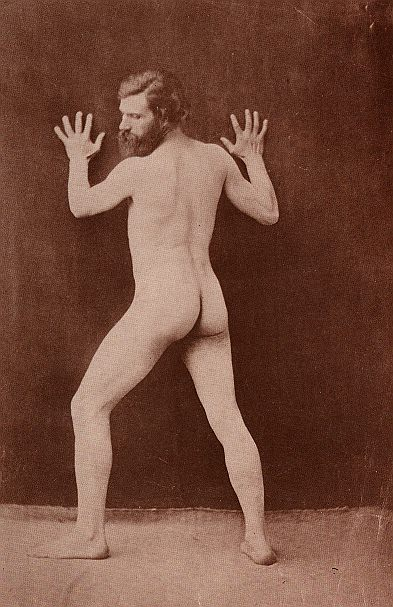
Nudo Maschille de Gaudenzio Marconi (c. 1865).
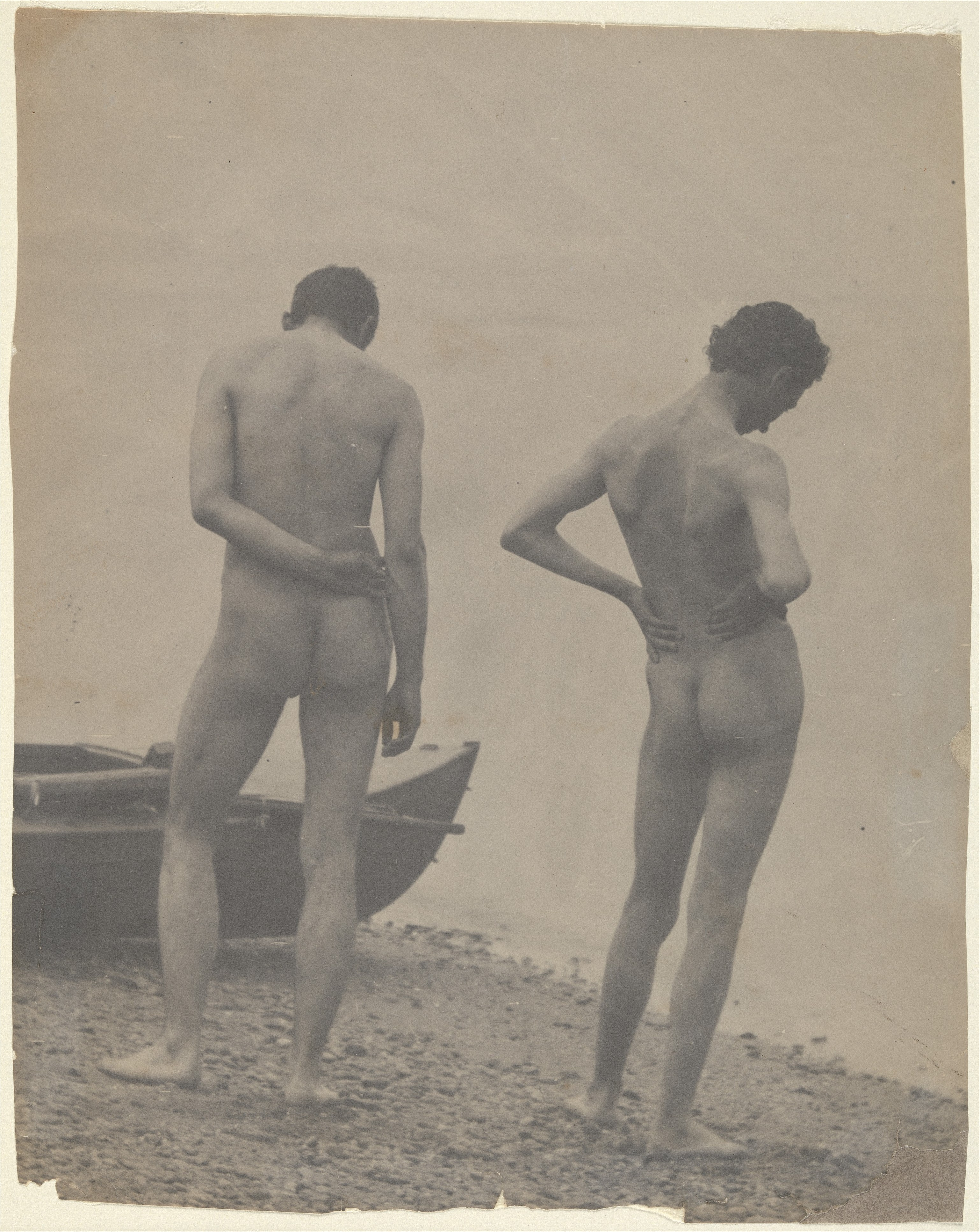
Thomas Eakins and John Laurie Wallace on a Beach de Thomas Eakins (c. 1883)
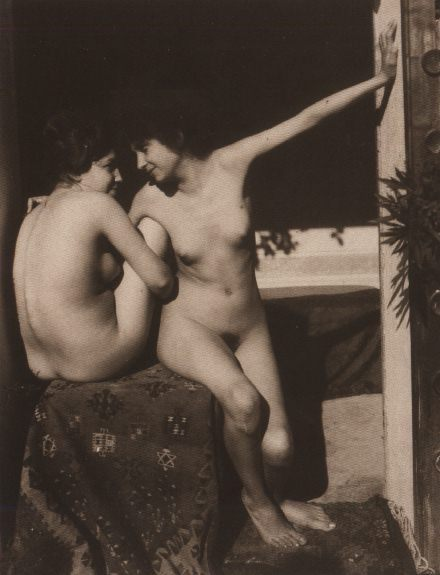
Due Donne de Wilhelm von Plüschow (c. 1900).
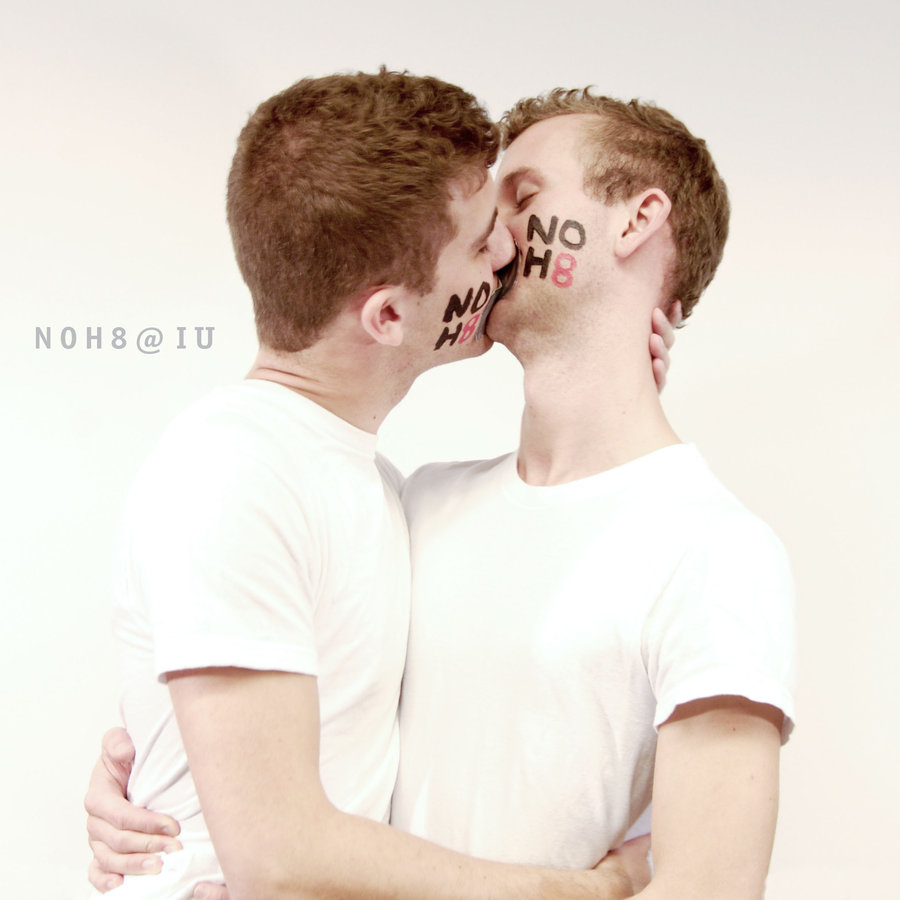
Fotografía protesta de la campaña NOH8, tomada por James Cummings (2009).

### Escultura

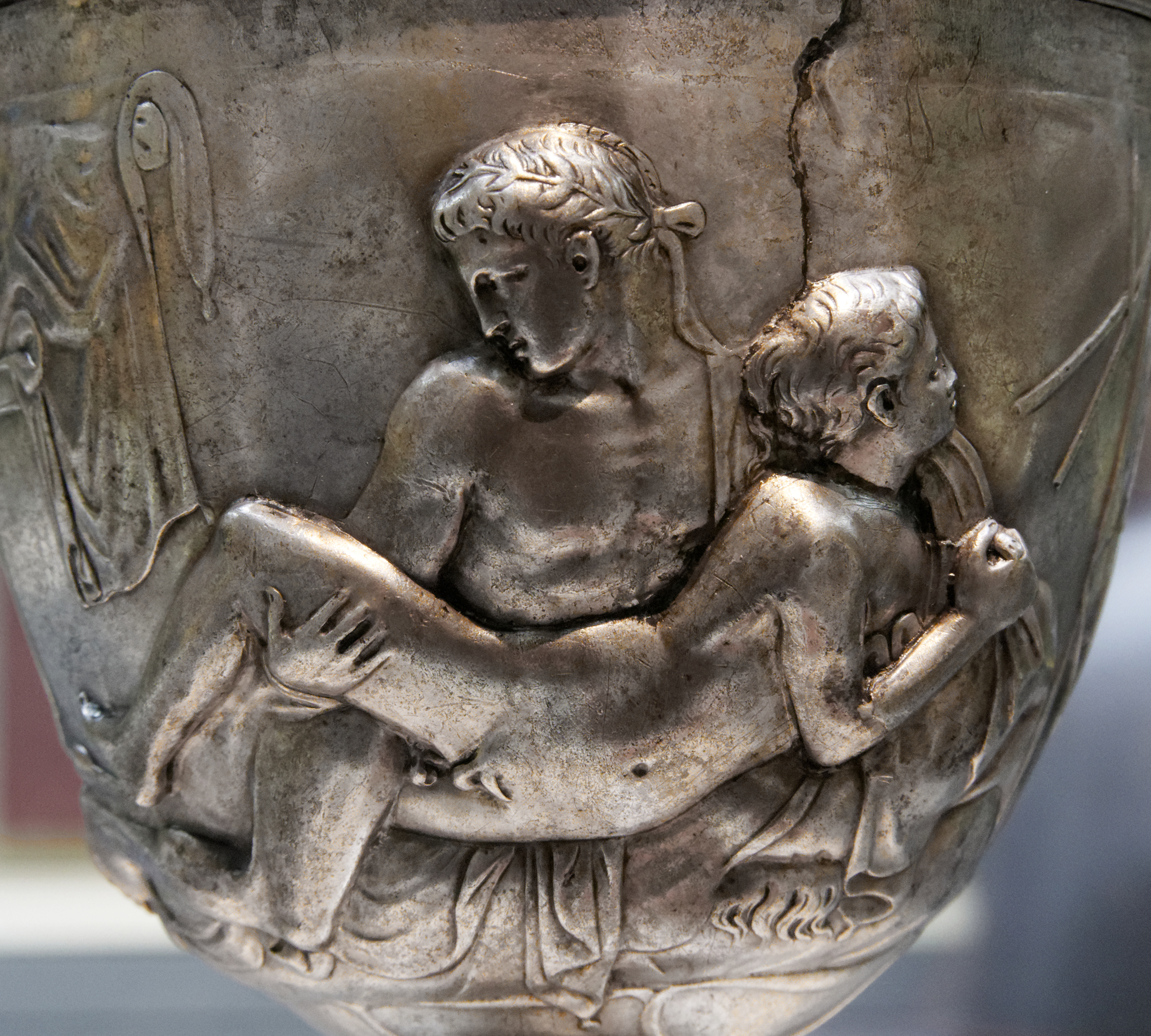
Detalle de la copa Warren.

La cultura griega sobreentendía la naturalidad de la sexualidad humana y sus diversas expresiones, por lo que era habitual la representación de dichos actos en objetos de uso meramente cotidiano como copas, vasos, jarrones, urnas y otro tipo de artefactos. En algunas ocasiones, la sexualidad representaba la divinidad o la supernaturalidad, tal es el caso de los fascinus (figuras fálicas exageradas) que eran utilizados como amuletos invocar protección divina. En la actualidad se consideran homoeróticas algunas esculturas del periodo clásico que enfatizan la adoración hacia el cuerpo humano, tal como las esculturas de Afrodita y las esculturas de Hércules. En la representación plástica de escenas homoeróticas de la mitología clásica se encuentran escenas como: la escena en que Pan enseña su flauta a Dafnis, la escena en que Aquiles venda a Patroclo y la escena en que Zeus corteja a Ganímedes. El desnudo en la cultura griega del periodo Helénico fue fundamental en el desarrollo del concepto belleza que tenía como parámetros la musculatura masculina y la ligera adiposidad femenina, donde el desnudo era una forma de representar la excelencia divina de la masculinidad o la feminidad. Como un ícono representativo de la helenización del arte, surgen nuevos parámetros de belleza, tal como en las representaciones de Artemisa y Adonis.
En el arte romano, la perspectiva del desnudo era completamente diferente a la noción del desnudo griego debido a la importancia de la ropa como determinante del estrato socioeconómico. Sin embargo esta perspectiva se ve influenciada más tarde por el arte helénico de Grecia, introduciendo la noción de la excelencia del desnudo. En el arte romano se pueden apreciar piezas con detalles homoeróticos como la copa Warren (siglo I d. C.) y la Cista Ficoroni (c. 350 a. C.). En las civilizaciones prehispanas de América se elaboraron piezas de alfarería huaco que frecuentemente representaban escenas eróticas de sexo anal entre masculinos y cunnilingus entre femeninos.
En el arte renacentista se retoma el desnudo como una técnica para representar la divinidad humana del antropocentrismo, lo que implicó la producción de esculturas que hoy son consideradas como homoeróticas u homosexuales. Michelangelo Buonarroti plasmó características del homoerotismo en esculturas como Bacchus (1497), el Crucifijo del Santo Spirito (c. 1492), David (1504) y el Esclavo moribundo (1513).

#### Galería

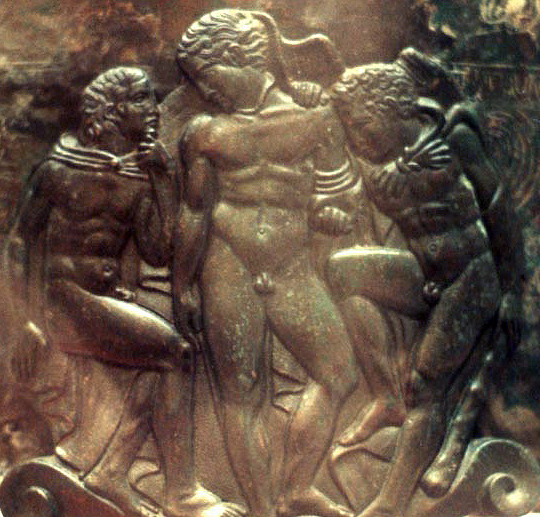
Detalle de la Cista Ficoroni (c. 350 a.C.).
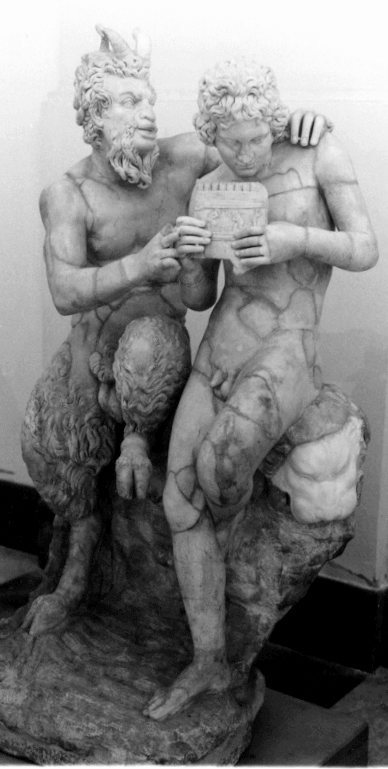
Pan y Dafnis de Heliodorus (c. 100 a.C.).
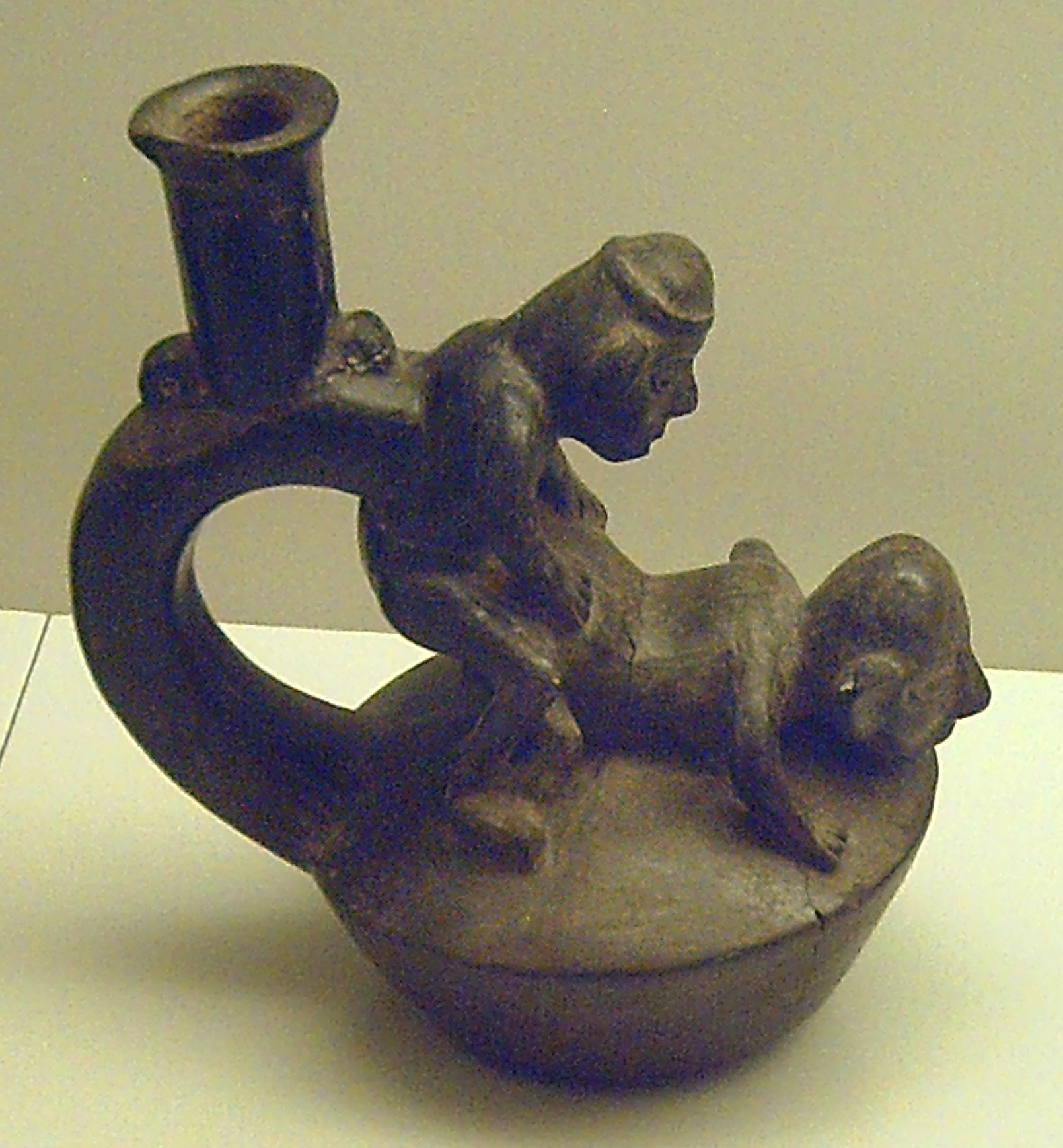
Huaco escultórico chimú (c. 1100).
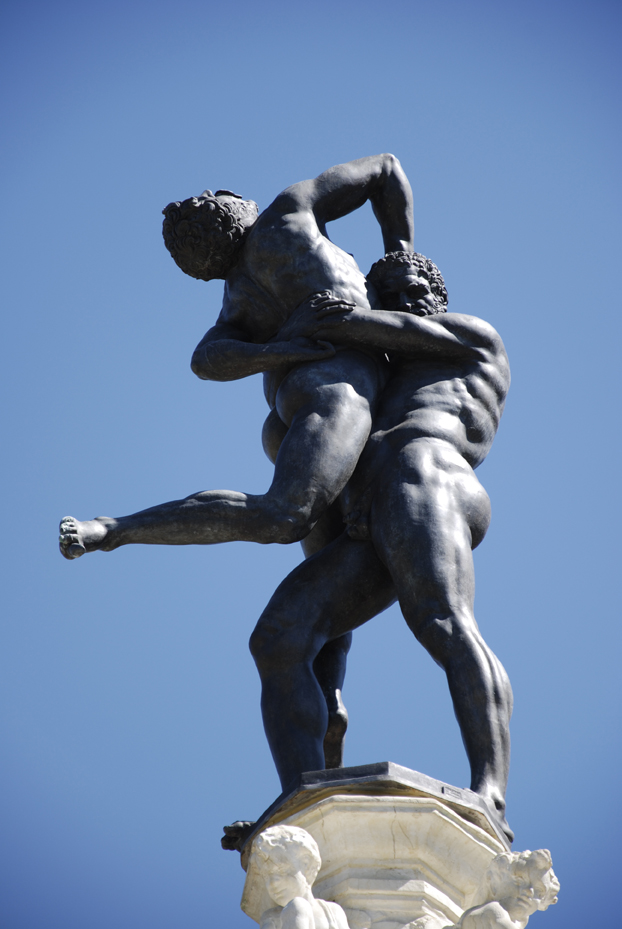
Hércules y Anteo en la Villa di Castello.
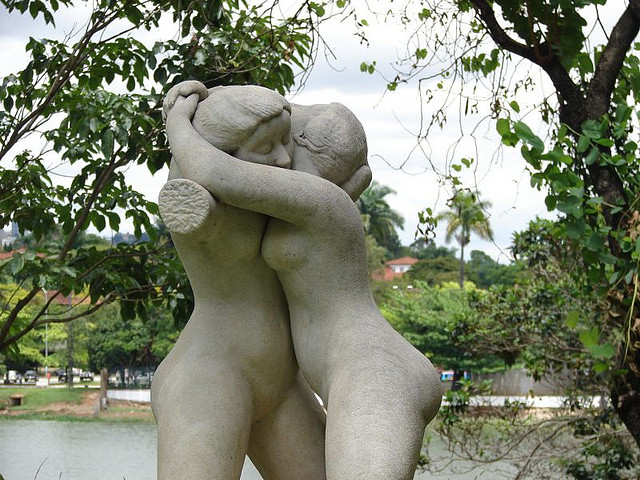
O Abraço de Alfredo Ceschiatti.

### Cine

#### Cautionary
A partir de los años 1910 surge una extraña manera de propaganda social en el cine denominada Cautionary (traducido al español como precautorio) que retrataba diversos temas sociales socialmente inaceptados para la época como el mestizaje, la fornicación, la homosexualidad, el crimen, la promiscuidad, el aborto y el consumo de drogas para prevenir a la audiencia de esas situaciones. Las películas gozaban de gran popularidad por su carácter prohibido que se comenzó a explotar el concepto y se convirtieron en uno de los primeros enfoques del cine de explotación. Algunas películas de culto cautionary incluyen Reefer Madness (Louis J. Gasnier, 1936) y Marihuana (Dwain Esper, 1936).
Entre los años 1930 también se desarrolla el cine homoerótico experimental, el cual normalmente contenía alusiones a la sexualidad humana y el erotismo, resaltando algunos aspectos como el sexo explícito, la masturbación, la sodomía, la fornicación y el homoerotismo. Algunas películas de culto de estas características incluyen: Mädchen in Uniform (Leontine Sagan, 1931), Lot in Sodom (James Sibley Watson, 1933) y Fireworks (Kenneth Anger, 1947). Este enfoque cinematográfico termina con la implementación del Código Hays en 1934, un sistema de autocensura creado por el miembro del Partido Republicano William H. Hays a la sazón primer presidente de la Asociación de Productores y Distribuidores de Cine de América, vigente hasta 1967.

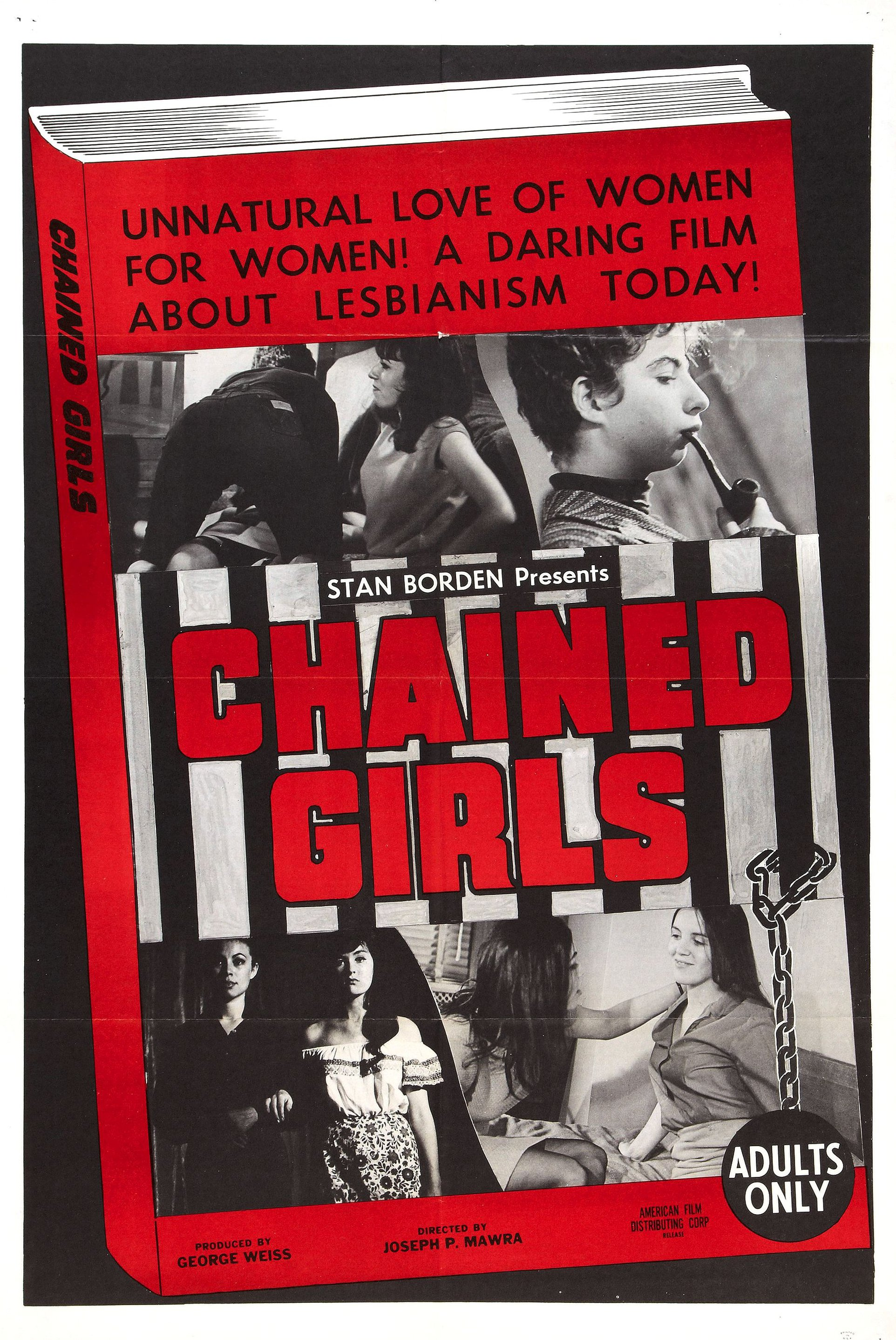
Promocional del sexploitation lésbico Chained Girls (1968).

#### Camp
Se le conoce como Camp a aquella noción estética (iniciada en la década de los 1950) que se caracteriza por un énfasis en la exageración, la artificialidad estética y el afeminamiento. El camp es un elemento clave en la concepción de la cultura closet anterior a los disturbios de Stonewall en 1969, dedicada a incluir la homosexualidad, el transgénero y el queer a la sociedad heteronormativa. El camp sirvió como método de transgresión para la cultura homosexual, que posteriormente se incorporó a formas de arte masiva que trataban la homosexualidad y que a pesar de su intención original de querer dignificar el LGBT, terminaban ridiculizándolo.
En el cine, suelen identificarse distintos elementos que hacen referencia al argumento absurdo contenido en el filme; normalmente con un enfoque alegórico y en algunas ocasiones acompañado de elementos del cine de explotación. Radicando en la estética de la dignificación de lo socialmente inaceptable, la presencia de un ambiente excéntrico, la estética flamboyant, y en algunas ocasiones, la explotación del sexo y el erotismo en el cine. Algunos directores famosos del camp son: Andy Warhol, Russ Meyer, John Huston, Armando Bó, Ed Wood y John Waters. Las características principales del cine camp recaen en una intención cómica de carácter crudo, la utilización de drag, el ambiente excéntrico, el sexploitation y ocasionalmente la producción B o la comicidad sin la intención de serlo. En el cine camp de culto se encuentra filmes como: Glen or Glenda (Ed Wood, 1953), Mary Poppins (Robert Stevenson, 1964), Pink Flamingos (John Waters, 1972), The Rocky Horror Picture Show (Jim Sharman, 1975), La Cage aux Folles (Édouard Molinaro, 1978), Mommie Dearest (Frank Perry, 1981), Victor Victoria (Blake Edwards, 1982), The Adventures of Priscilla, Queen of the Desert (Stephan Elliott, 1994), Welcome to the Dollhouse (Todd Solondz, 1995), Showgirls (Paul Verhoeven, 1995), Austin Powers: International Man of Mystery (Jay Roach, 1997), The Fast And The Furious (Rob Cohen, 2001), Hairspray (Adam Shankman, 2007) y Burlesque (Steve Antin, 2010).

#### Sexploitation y Gaysploitation
El sexploitation es una corriente del cine de explotación que se caracteriza por enfatizar las escenas de desnudo y sexo explícito, fue un formato cinematográfico muy popular entre los años 1950 y los años 1970. Se caracterizó por incluir frecuentes escenas de desnudo en argumentos ridículos, donde normalmente participaban actrices. Algunas películas de este tipo fueron Faster, Pussycat! Kill! Kill! (1965) y Supervixens (1975) dirigidas por Russ Meyer y Showgirls (1995) dirigida por Paul Verhoeven. 
Como un subgénero de este enfoque de la cinematografía de explotación y el New Queer Cinema, surge en la década de 1990 el gaysploitation. El gaysploitation se enfoca principalmente a retratar la vida sexual de personajes homosexuales masculinos, incluyendo temas como el desnudo, el sexo explícito, el abuso sexual, la prostitución masculina, el cruising, el Sida, el BDSM, el HSH, la hipermasculinidad, los bares underground y diversas identidades gay como el leather, el bear y el twink. Algunas películas de este género incluyen: The Meatrack (Richard Stockton, 1970), Song of the Loon (Andrew Herbert y Scott Hanson, 1970), Cruising (William Friedkin, 1980), My Own Private Idaho (Gus Van Sant, 1991), Hustler White (Rick Castro y Bruce LaBruce, 1996) y The Fluffer (Richard Glatzer y Wash Westmoreland, 2001).

#### New Queer Cinema
El New Queer Cinema fue una corriente cinematográfica de las décadas de 1980 y 1990 que se enfocó a dignificar la homosexualidad en las producciones cinematográficas, mostrando la vida de los personajes en el formato del cine romántico, contrario al énfasis de la vida sexual del gaysploitation y a la ridiculización del LGBT del cine camp. Con origen en Estados Unidos, dentro del cine independiente y no vinculado a grandes estudios de Hollywood, una de sus señas de identidad fue su carácter contestario frente a películas que buscaban dar imágenes edulcoradas de la homosexualidad, tales como Maurice (James Ivory, 1987), El banquete de boda (Ang Lee, 1993) o Philadelphia (Jonathan Demme, 1993).
Entre los directores adscritos en algún periodo de su trayectoria al New Queer Cinema figuran Gus Van Sant, Todd Haynes, Rose Troche, Bruce LaBruce, Derek Jarman o Bill Sherwood. El realizador Gregg Araki es considerado el más influyente representante de esta corriente. Entre las películas más destacables figuran My Beautiful Laundrette (Stephen Frears, 1985), Young Soul Rebels (Isaac Julien, 1991), Poison (Todd Haynes, 1990), 1992), Swoon (Tom Kalin, 1992), Go Fish (Rose Troche, 1994) o Velvet Goldmine (Todd Haynes, 1998).

#### Cine contemporáneo
En la cinematografía de décadas recientes se ha introducido a la homosexualidad como tema recurrente en el argumento de las películas, siendo más frecuente la homosexualidad masculina, que la homosexualidad femenina. En el cine gay se incluyen ejemplos como: Beautiful Thing (1996), Latter Days (2003), Brokeback Mountain (2005), Shelter (2007), Were the World Mine (2008), Milk (2008), A Single Man (2009) y Weekend (2011). En el cine lésbico se incluyen ejemplos como: Bound (1996), All Over Me (1997), Fucking Åmål (1998), High Art (1998), Gia (1998), But I'm a Cheerleader (1999), Boys Don't Cry (1999) y Saving Face (2004). En un sentido relacionado con la comedia, el cine homoerótico puede encontrarse en películas como D.E.B.S. (2004) y Another Gay Movie (2006).
En el cine de habla hispana se encuentran ejemplos como: Plata quemada (Argentina, Francia, España y Uruguay, 2000); La ley del deseo, (España, 1987); Fresa y chocolate, (Cuba, España y México, 1994); La virgen de los sicarios, (Colombia y Francia, 2000), Cachorro, (España, 2004) y Contracorriente, (Colombia y Perú, 2010).

### Filatelia
En septiembre de 2014 el servicio postal finlandés, Itella Posti, publicó una serie de tres sellos de primera clase con dibujos de Tom of Finland y, junto con el lanzamiento de los sellos, exhibió parte de la correspondencia del autor en el Museo Postal de Finlandia; dicha emisión postal es considerada la primera serie de sellos en el mundo que presenta arte homoerótico. Dos de los sellos incluyen partes de una ilustración de un hombre desnudo sentado entre las piernas de otro hombre vestido de policía; la otra muestra las nalgas desnudas con el rostro de un hombre incluido entre los muslos. El juego de sellos superó las expectativas de Posti, con pedidos anticipados de 178 países, lo que lo convirtió en el juego de sellos más vendido en la historia del servicio.

## En las religiones
Aunque algunos círculos cristianos difunden la idea de que la orientación no heteronormativa es un "pecado", algunos teólogos, sexólogos, historiadores y científicos han llegado a la conclusión de que el mismísimo fundador del cristianismo, Jesús de Nazaret, tenía un patrón de comportamiento no heteronormativo. Incluyendo al primo de Juan el Bautista y algunos apóstoles como Juan el Apóstol, Simón Pedro o Pablo el Apóstol. Algunos teólogos y eruditos afirman que el personaje bíblico Lázaro también tuvo un comportamiento no heteronormativo y otros personajes como Jacob, David, Jonatán y otras personas canonizadas como Francisco de Asís, San Sebastián, etc.